# Nowe (gromada w powiecie kutnowskim)
Nowe – dawna gromada, czyli najmniejsza jednostka podziału terytorialnego Polskiej Rzeczypospolitej Ludowej w latach 1954–1972.
Gromady, z gromadzkimi radami narodowymi (GRN) jako organami władzy najniższego stopnia na wsi, funkcjonowały od reformy reorganizującej administrację wiejską przeprowadzonej jesienią 1954 do momentu ich zniesienia z dniem 1 stycznia 1973, tym samym wypierając organizację gminną w latach 1954–1972.
Gromadę Nowe siedzibą GRN w Nowym utworzono – jako jedną z 8759 gromad na obszarze Polski – w powiecie kutnowskim w woj. łódzkim, na mocy uchwały nr 30/54 WRN w Łodzi z dnia 4 października 1954. W skład jednostki weszły obszary dotychczasowych gromad Nowe, Wola Nowska i Witów ze zniesionej gminy Krośniewice oraz obszar dotychczasowej gromady Szubina ze zniesionej gminy Ostrowy w tymże powiecie. Dla gromady ustalono 11 członków gromadzkiej rady narodowej.
31 grudnia 1961 do gromady Nowe przyłączono obszar zniesionej gromady Cygany.
Gromada przetrwała do końca 1972 roku, czyli do kolejnej reformy gminnej.